# Glypta eucosmae
Glypta eucosmae là một loài tò vò trong họ Ichneumonidae.